# Лоретто (Міннесота)
Лоретто (англ. Loretto) — місто (англ. city) в США, в окрузі Ганнепін штату Міннесота. Населення — 646 осіб (2020).

## Географія
Лоретто розташоване за координатами 45°3′17″ пн. ш. 93°38′6″ зх. д. / 45.05472° пн. ш. 93.63500° зх. д. (45.054746, -93.634893).  За даними Бюро перепису населення США в 2010 році місто мало площу 0,75 км², уся площа — суходіл. В 2017 році площа становила 0,67 км², уся площа — суходіл.

## Демографія
Згідно з переписом 2010 року, у місті мешкало 650 осіб у 269 домогосподарствах у складі 168 родин. Густота населення становила 868 осіб/км².  Було 278 помешкань (371/км²).
Расовий склад населення:
| - 98,6 % — білих - 0,3 % — чорних або афроамериканців |

До двох чи більше рас належало 0,8 %. Частка іспаномовних становила 1,2 % від усіх жителів.
За віковим діапазоном населення розподілялося таким чином: 24,6 % — особи молодші 18 років, 63,2 % — особи у віці 18—64 років, 12,2 % — особи у віці 65 років та старші. Медіана віку мешканця становила 39,9 року. На 100 осіб жіночої статі у місті припадало 101,2 чоловіків;  на 100 жінок у віці від 18 років та старших — 92,9 чоловіків також старших 18 років.
Середній дохід на одне домашнє господарство  становив 90 483 долари США (медіана — 81 000), а середній дохід на одну сім'ю — 110 838 доларів (медіана — 91 250). За межею бідності перебувало 4,2 % осіб, у тому числі 0,0 % дітей у віці до 18 років та 10,5 % осіб у віці 65 років та старших.
Цивільне працевлаштоване населення становило 345 осіб. Основні галузі зайнятості: виробництво — 16,2 %, освіта, охорона здоров'я та соціальна допомога — 14,2 %, науковці, спеціалісти, менеджери — 13,9 %.